# ریموند هاتون
ریموند هاتون (انگلیسی: Raymond Hatton؛ ‏ ۷ ژوئیهٔ ۱۸۸۷ – ۲۱ اکتبر ۱۹۷۱) بازیگر اهل ایالات متحده آمریکا بود.
از فیلم‌هایی که وی در آن نقش داشته‌است، می‌توان به قطار باری سریع‌السیر، آن گروه موسیقی رگتایم، پلیس بنگفیل، پالی هنرمند سیرک، الیور توئیست، مرد و زن، آلیس در سرزمین عجایب، ماجرا، کارمن، شرکای جرم و مأموران اف‌بی‌آی اشاره کرد.